# Araeopteron nebulosa
Araeopteron nebulosa är en fjärilsart som beskrevs av Inoue 1965. Araeopteron nebulosa ingår i släktet Araeopteron och familjen nattflyn. Inga underarter finns listade i Catalogue of Life.